# Целинное (городская администрация Аксу)
Целинное (каз. Целинное) — упразднённое село в Павлодарском районе Павлодарской области Казахстана. Находилось в подчинении городской администрации Аксу. Входило в состав Куркольского сельского округа. Ликвидировано в 2000 г.

## Население
В 1989 году население села составляло 226 человек. По данным переписи 1999 года в селе проживало 26 человек (10 мужчин и 16 женщин).